# 예루살렘의 키릴로스
예루살렘의 키릴로스(그리스어: Κύριλλος Α Ἱεροσολύμων, 라틴어: Cyrillus Hierosolymitanus, 313년 ~ 386년)는 초대 교회의 유명한 신학자이다. 천주교회, 동방 정교회, 성공회 연합에서 성인으로 존경받고 있으며 팔레스타인의 기독교 공동체에서는 매우 존경받는 성직자로 여겨지고 있다. 1883년에는 교황 레오 13세에 의해 교회학자로 공인되었다.
350년경에는 막시모스로부터 예루살렘 주교 자리를 승계받았지만 아리우스주의자인 카이사레이아의 주교 아카키오스와 니케아 신앙과 권징 문제를 두고 투쟁하였다. 357년 키릴로스는 주교에서 축출되었다. 하지만 361년 콘스탄티우스 황제가 죽자, 그는 다시 복직되었다. 또다시 발렌스 황제에 의하여 키릴로스는 다른 정통파 주교들과 마찬가지로 추방을 당했다가 378년 발렌스 황제가 죽자, 다시 주교로 돌아왔다.  키릴로스는 당대에 교리 문답과 전례의 순서를 기록한 중요한 글을 남겼다.

## 같이 보기
- 성 야고보 성찬예배